# 629
629 је била проста година.

## Догађаји
- Википедија:Непознат датум — септембар — Битка код Мутаха

- Јерусалим поново освајају Византинци (после 15 година окупације), од Персијског царства.
- 14. септембар – Цар Ираклије тријумфално улази у Цариград. У свечаном дефилеу, уз пратњу Часног крста, дочекују га грађани и његов син Ираклије Константин.
- Ираклије се назива Басилеусом, што је грчка реч за „суверен“, и узима античку титулу „Краљ краљева“, након своје победе над Персијом.
- Аварско-српски рат (629.-632.) Срби подижу устанак на територији Аварског каганата борећи се за самосталност.
- Краљ Хлотар II умире након 16-годишње владавине, а наследио га је његов син Дагоберт I. Уз савете епископа Арнулфа од Меца и Пепина од Ландена (градоначелника палате), он премешта престоницу у Париз.
- Хариберт II, полубрат Дагоберта I, постаје краљ Аквитаније (Јужна Француска) и оснива своју престоницу у Тулузу. Харибертово царство такође укључује Ажен, Каор и Перигуеук.
- Мухамед, исламски вођа, уједињује сва номадска племена Арапског полуострва, претвара их у ислам и припрема експедицију против Јевреја.
- Мај–јун – Битка код Хајбара: Мухамед и његови следбеници побеђују Јевреје који живе у утврђеној оази у Хајбару, која се налази 150 километара од Медине.
- Септембар – Битка код Мутаха: Муслимани не успевају да заузму земље источно од реке Јордан, и Гасаниди су потиснути назад близу Мутаха.
- 27. април – Шарбараз је узурпирао престо Сасанидског царства од Ардашира III, али га је племство збацило четрдесет дана касније у корист Борандухта. Хозроје III накратко влада Хорасаном у конфузији, све док га гувернер провинције не убије.
- Зима – Цар Таи Зонг из династије Танг покреће кампању против источно-турског каганата (Централна Азија).
- Цар Јомеи је наследио своју пратетку, царицу Суико, и попео се на престо Јапана.
- Основана је војна испостава Маја Дос Пилас (Гватемала) како би контролисала трговачке путеве у региону Петексбатун. Б'алај Цхан Кʼавиил је постављен за вођу од стране његовог оца, Киницх Муваан Јол, владара Тикала.
- Ксуанзанг, кинески будистички монах, креће у Индију из Чангана, престонице династије Танг, на ходочашће.

## Смрти
- Википедија:Непознат датум — Хлотар II, франачки краљ (*584.)